# Silke
Silke ist ein weiblicher Vorname.

## Namenstag
7. Mai, 22. November

## Herkunft
Mögliche Namensursprünge sind:
- Friesische Koseform von Cäcilia, abgeleitet von dem römischen Familiennamen Caecilius (lateinisch caecus ‚blind‘)
- Deutsche Koseform von Celia, abgeleitet von dem römischen Familiennamen Caelius (lateinisch caelum ‚Himmel‘)
- Kurzform von Gisela

## Varianten
Silka, Sylke, Cilgen

## Namensträgerinnen

### Silke
- Silke Aichhorn, deutsche Harfenistin
- Silke Bischoff (1969–1988), Geisel des Gladbecker Geiseldramas
- Silke-Petra Bergjan (* 1962), Schweizer Kirchenhistorikerin.
- Silke Bodenbender (* 1974), deutsche Schauspielerin
- Silke Bosbach, deutsche Textilkünstlerin und Autorin
- Silke Böschen (* 1969), deutsche Journalistin, Fernsehmoderatorin und Schriftstellerin
- Silke Brix (* 1951), deutsche Illustratorin von Kinderbüchern
- Silke Burmester (* 1966), deutsche freie Journalistin, Kolumnistin und Autorin
- Silke Eberhard (* 1972), deutsche Jazzmusikerin (Altsaxophon, Klarinette) und Komponistin
- Silke Gajek (* 1962), deutsche Politikerin (Grüne)
- Silke Gnad (* 1966), deutsche Handballspielerin
- Silke Göttsch-Elten (* 1952), deutsche Volkskundlerin
- Silke Helfrich (1967–2021), deutsche Autorin, Herausgeberin und Forscherin zu Gemeingütern und Commons
- Silke Hörner (* 1965), deutsche Schwimmerin
- Silke Hornillos Klein (* 1974), spanische Schauspielerin
- Silke-Beate Knoll (* 1967), deutsche Leichtathletin und Olympiateilnehmerin
- Silke Kraushaar-Pielach (* 1970), deutsche Rennrodlerin
- Silke Lautenschläger (* 1968), deutsche Politikerin (CDU)
- Silke Leopold (* 1948), deutsche Musikwissenschaftlerin
- Silke Lippok (* 1994), deutsche Schwimmerin
- Silke Maier-Witt (* 1950), RAF-Mitglied
- Silke Matthias (* 1960), deutsche Schauspielerin
- Silke Meier (* 1968), deutsche Tennisspielerin
- Silke Meier (* 1980), deutsche Handballspielerin
- Silke Mende (* 1977), deutsche Historikerin, Hochschullehrerin
- Silke Möller (* 1964), deutsche Leichtathletin
- Silke Nowitzki (* 1974), deutsche Basketballnationalspielerin
- Silke Otto-Knapp (1970–2022), deutsche Malerin
- Silke Popp (* 1973), deutsche Schauspielerin
- Silke Porath (* 1971), deutsche Schriftstellerin
- Silke Rottenberg (* 1972), deutsche Fußballspielerin
- Silke Scheuermann (* 1973), deutsche Schriftstellerin
- Silke Schmidt (* 1959), deutsche Literaturübersetzerin und Leichtathletin
- Silke Andrea Schuemmer (* 1973), deutsche Schriftstellerin und Kunsthistorikerin
- Silke Super (* 1968), deutsche Radio- und Fernsehmoderatorin sowie Redakteurin
- Silke Wagner (* 1968), deutsche Künstlerin

### Sylke
- Sylke Enders (* 1965), deutsche Filmregisseurin, Drehbuchautorin und Filmproduzentin
- Sylke von Gaza (* 1966), deutsche Künstlerin
- Sylke Gruhnwald (* 1981), deutsche Journalistin, studierte Betriebswirtin und Sinologin
- Sylke Hannasky (* 1975), deutsche Schauspielerin
- Sylke Hummanik (* 1968), deutsche Biathletin
- Sylke Rene Meyer (* 1970), deutsche Drehbuchautorin und Regisseurin
- Sylke Meyerhuber (* 1964), deutsche Psychologin
- Sylke Otto (* 1969), deutsche Rennrodlerin
- Sylke Tannhäuser (* 1964), deutsche Schriftstellerin
- Sylke Tempel (1963–2017), deutsche Journalistin und Buchautorin
- Sylke Zimpel (* 1959), deutsche Komponistin, Chorleiterin und Dozentin